# Anacamptiplatanthera
Anacamptiplatanthera là một chi thực vật có hoa trong họ Lan.